# Хынковский Параскевиевский монастырь
Хынковский Параскевиевский монастырь (Монастырь Хынку; рум. Mănăstirea Hîncu, устар. Гинкульский) — православный женский монастырь в Ниспоренском районе Молдавии. Основан в 1678 году у истоков реки Когыльник, в 55 км от Кишинёва. Монастырь относится к Унгенской и Ниспоренской епархии Молдавской митрополии Русской православной церкви.

## История
В XVII веке подвергался татарским набегам, из-за чего долгое время оставался безлюдным. В период с 1956 по 1990 год монастырь был закрыт, а на его территории действовала база отдыха и санаторий Министерства здравоохранения. В 1990 году монастырь возобновил свою работу. Популярен среди туристов.

## Галерея

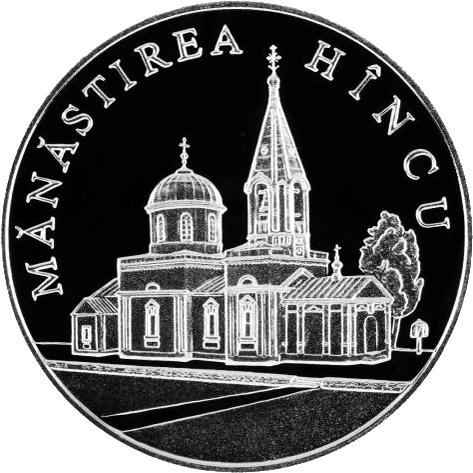
Изображение на молдавской монете
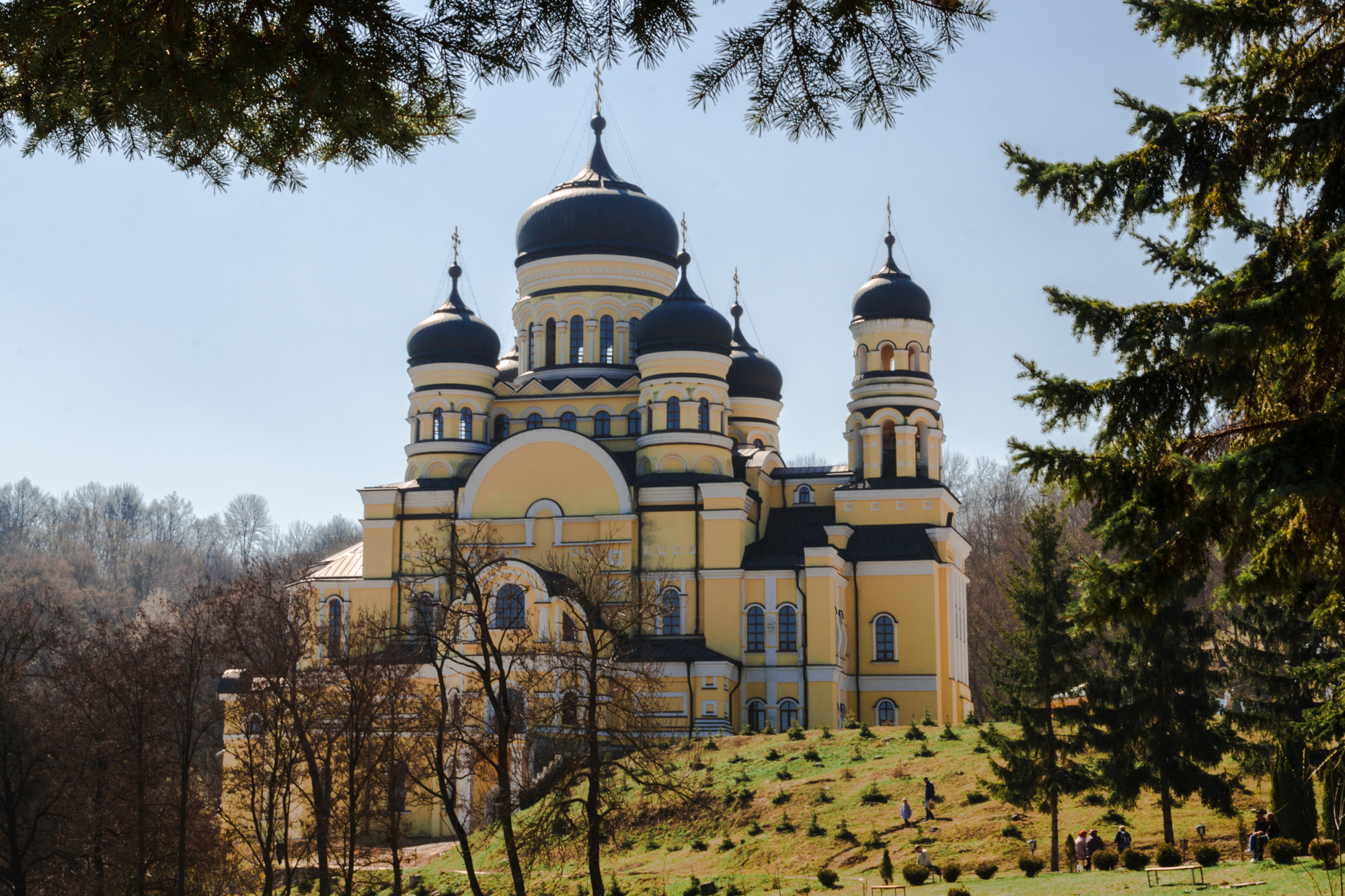
Собор Петра и Павла
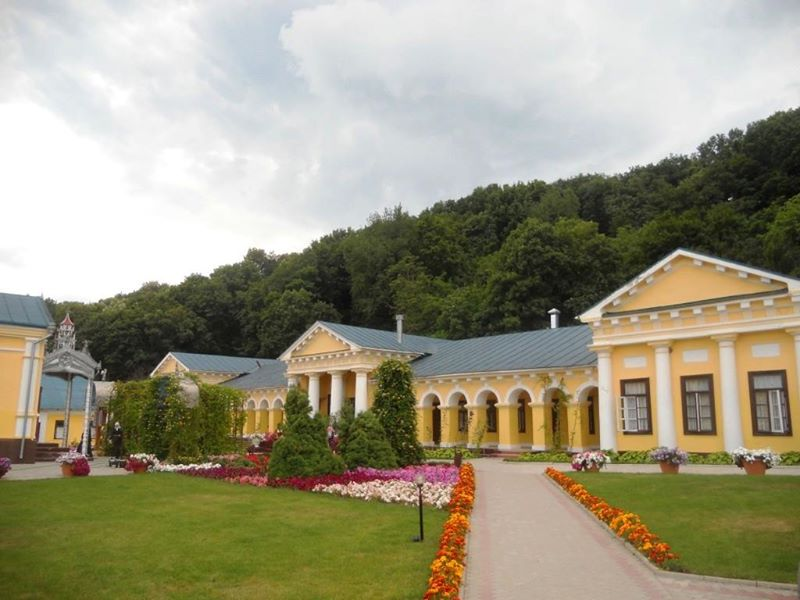
На территории монастыря
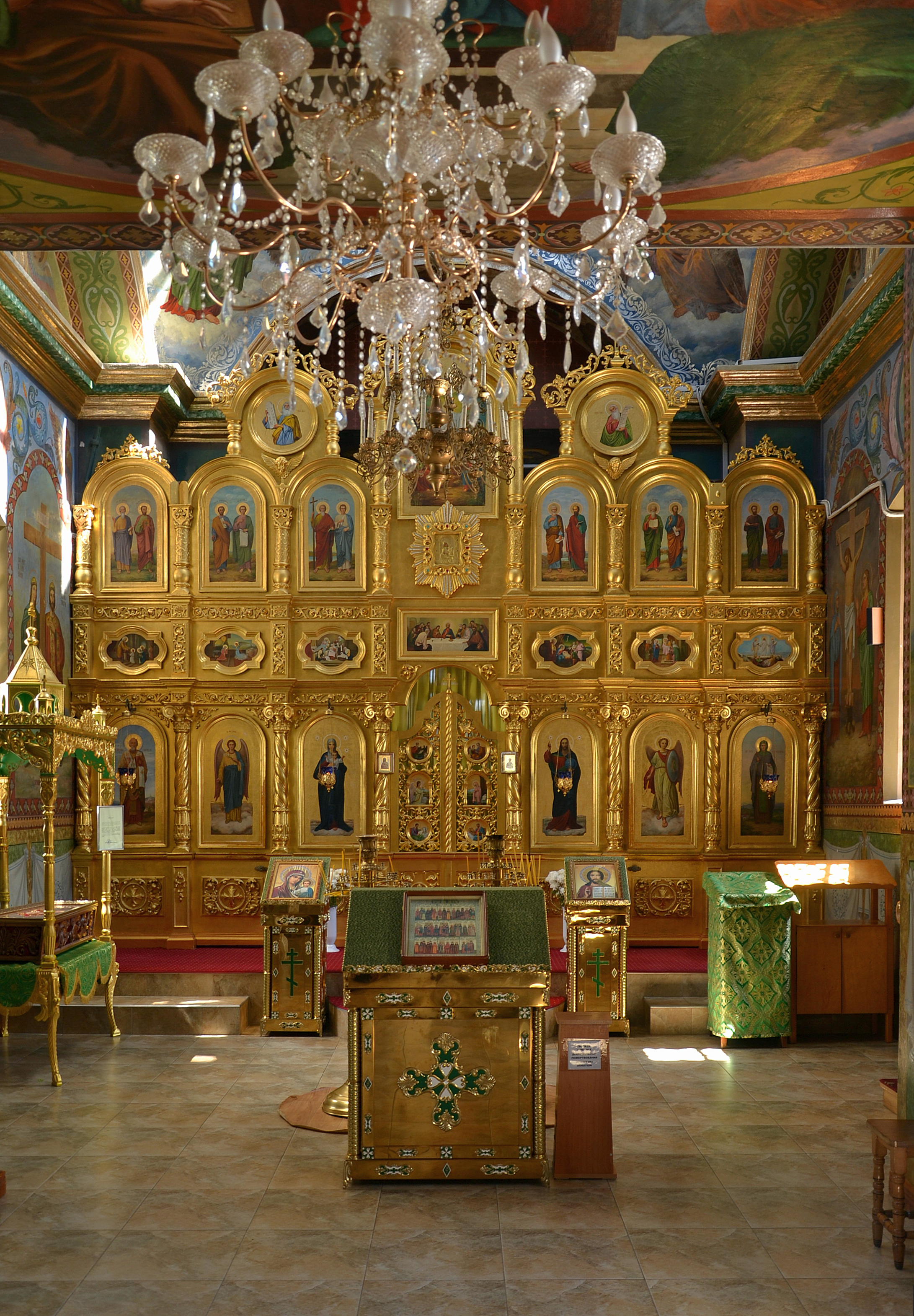
Иконостас
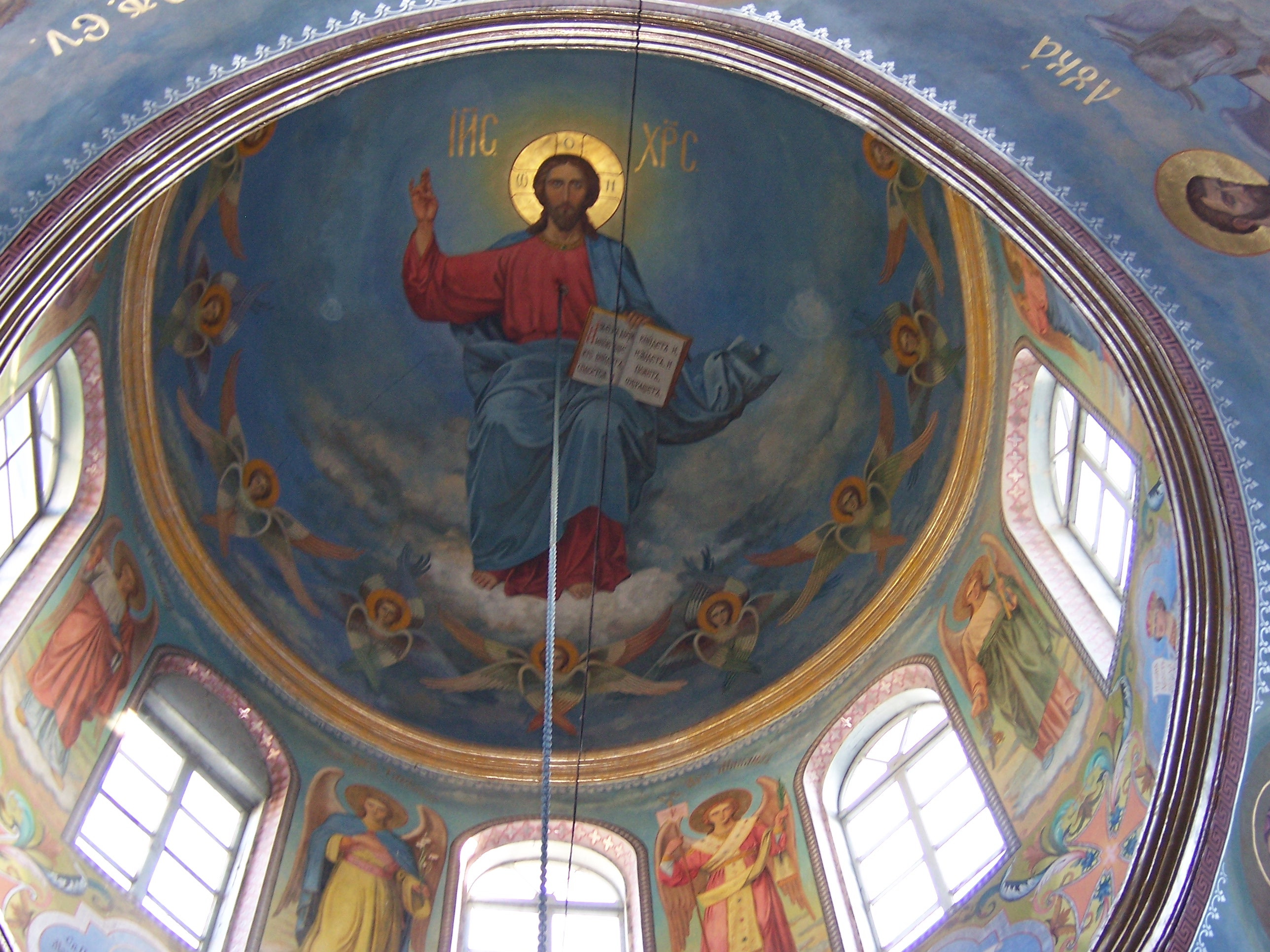
Купол